# 第1飛行隊 (航空自衛隊)
第1飛行隊（だい1ひこうたい、JASDF 1st Squadron）は、かつて航空自衛隊飛行教育集団第1航空団隷下にあった戦闘機部隊。航空自衛隊最初の戦闘飛行隊として1956年（昭和31年）に浜松基地で新編され、1979年（昭和54年）に閉隊されるまで戦闘機操縦教育任務を実施した。

## 概要
第1飛行隊は航空自衛隊最初のF-86F戦闘機を運用する飛行隊として、1956年（昭和31年）1月10日に、静岡県浜松基地航空団隷下の戦闘機部隊として新編された。浜松基地のジェット機運用機能が未整備だったこともあり、福岡県築城基地へ移動し飛行訓練を開始した。同年8月に浜松基地の工事が完了し、ジェット機運用が可能になったため、第1飛行隊は築城基地から移動した。8月25日に浜松基地で第2飛行隊が発足したことから、第1飛行隊が戦闘高等操縦（FW）課程、第2飛行隊が戦闘機基礎（FC）課程の操縦教育をそれぞれ行うこととなった。1957年（昭和32年）9月には第1飛行隊と第2飛行隊の教育課程の交替が実施され、1965年（昭和40年）11月30日に第2飛行隊が閉隊されると第1飛行隊による一貫した戦闘機操縦教育が行われることとなった。
1979年（昭和54年）3月3日に第1飛行隊は閉隊した。
部隊マークは、黒と黄のチェック帯。

## 沿革
- 1956年（昭和31年）1月10日 - F-86F飛行隊として浜松基地の航空団隷下にて部隊編成。後に築城基地へ移動[1]。
  - 8月24日 - 浜松基地へ帰還[1]。
  - 10月1日 - 航空団が第1航空団に改称[1]。
- 1957年（昭和32年）9月 - 第2飛行隊と教育課程を交替。戦闘機基礎課程の操縦教育を担当[1]。
- 1979年（昭和54年）3月3日 - 第1飛行隊閉隊[1]。

## 歴代運用機
- 戦闘機
  - F-86F（1956年 - 1979年）
- 連絡機
  - T-33A（1956年 - 1979年）